# Músculo adutor magno
O músculo adutor magno é um músculo da coxa. O adutor magno tem uma porção que faz a extensão dos quadris e por outro lado tanto o pectíneo como os adutores em geral auxiliam na flexão dos quadris e o grácil tem ação na flexão dos joelhos também.